# Hiroshi Abe (skådespelare)
Hiroshi Abe (阿部 寛 Abe Hiroshi), född 22 juni 1964, är en japansk fotomodell och skådespelare. Han började sin karriär som modell, men lyckades framgångsrikt övergå till skådespeleri, då blev han en av de mest regelbundet synliga personerna i japanska medier. Han tog examen vid Chuo-universitet 1988.

## Karriär
1988, under hans sista år på college, gjorde han sin första provspelning som skådespelare i filmen Haikara-san Ga Touru. Under 2009 vann han priset för bästa skådespelare i den 63:e Mainichi Film Award för sina framträdanden i Still Walking och Aoitori.

## Filmografi i urval
- 1999 – Godzilla 2000: Millennium
- 2000 – Dong jing gong lüe
- 2004 – Survive Style 5+
- 2004 – Hana to Arisu
- 2008 – Zen - The Warrior Within
- 2008 – Still Walking
- 2011 – Kiseki
- 2012 – Thermae Romae
- 2016 – Efter stormen